# Immeuble au 1, rue d'Argentré de Nantes
L'immeuble situé au no 1 de la rue d'Argentré et dont la façade est donne sur le cours Saint-André à Nantes, en France, fut bâti en 1884 et a été inscrit au titre des monuments historiques en 1954.

## Historique
Le bâtiment est construit selon les plans de l'architecte Aubry en 1884, et est inscrit au titre des monuments historiques par arrêté du 19 mars 1954.

## Architecture
L'immeuble présente un rez-de-chaussée et en entresol faits de granite et de pierre calcaire, surmontés de deux étages dits nobles faits de pierre calcaire. Les combles présentent des lucarnes cintrées avec aileron. La couverture est en ardoise. 